# سپهر اسماعیلی
سپهر اسماعیلی (۲۴ آبان ۱۳۸۰ – ۲۴ آبان ۱۴۰۱) یکی از کشته‌شدگان در جریان خیزش ۱۴۰۱ ایران بود.

## زندگی
سپهر اسماعیلی ۲۴ آبان سال ۱۳۸۰ متولد شد. او ساکن قزوین بود.

## کشته‌شدن
سپهر اسماعیلی ۲۴ آبان ۱۴۰۱ همزمان با تولد ۲۱ سالگی خود به همراه چند نفر از دوستان و اقوامش راهی زیباکنار بود. حوالی ساعت ۳ تا ۴ صبح در جادهٔ سنگر، مأمورانِ ایست بازرسی به او فرمان توقف دادند، اما وی به دلیل این‌که دختر و پسر کنار هم بودند، ترسید و خودرو را متوقف نکرد. مأموران امنیتی نقابدار با دو خودرو او را تعقیب کردند و بدون اخطار و هشدار، با اسلحهٔ کلاشنیکف خودرو را به رگبار بستند. او از ناحیهٔ ریه مورد اصابت گلوله قرار گرفت و کشته شد. برخی از سرنشینان خودرو نیز زخمی شدند. پیکر او به قزوین منتقل شد و در بهشت حسینی قزوین به خاک سپرده شد.

## حواشی
- ۲۷ آبان ۱۴۰۱، مراسم سومین روز کشته‌شدن سپهر اسماعیلی برگزار شد. حاضران در این مراسم شعارهای اعتراضی مانند «سیدعلی سرنگونه»،[۳] «آزادی آزادی آزادی»،[۴] «جمهوری اسلامی، نمی‌خواهیم نمی‌خواهیم»،[۵] «این همه سال جنایت، مرگ بر این ولایت»[۶] و «این گل پرپر شده، هدیه به میهن شده»[۷] سر دادند.[۸][۹]
- در مراسم سومین روز کشته‌شدن سپهر اسماعیلی، برخلاف عرف سوگواری‌ها در ایران، خانوادهٔ او با آهنگی از مرتضی جعفرزاده سوگواری کردند. یکی از زنان، حاضران در مراسم را دعوت کرد تا به افتخار سپهر اسماعیلی دست بزنند.[۱۰]
- برخی منابع خبری با انتشار تصاویرِ مربوط به سومین روز کشته‌شدن سپهر اسماعیلی، از تیراندازی نیروهای امنیتی به شرکت‌کنندگان در این مراسم خبر دادند. در یکی از این ویدئوها کودکی دیده می‌شود که به‌علت اصابت ساچمه از ناحیه سر زخمی شده‌است.[۱۰] در حاشیه این مراسم معترضان در خیابان‌های اطراف محل زندگی سپهر اسماعیلی تجمع کرده و شعار «آزادی آزادی آزادی» سر دادند.[۱۱]
- ۱ آذر ۱۴۰۱، مراسم هفتمین روز کشته‌شدن سپهر اسماعیلی با حضور گسترده مردم قزوین برگزار شد.[۱۲]
- ۱ دی ۱۴۰۱، مادر و نزدیکان سپهر اسماعیلی، به دلیل اینکه اجازه نداشتند شب یلدا بر مزار او بروند، در این روز، در بهشت حسینی قزوین حاضر شدند. مادر سپهر بر مزار پسرش از آرزوهای خود برای آینده او گفت.[۱۳][۱۴][۱۵][۱۶]
- ۲ دی ۱۴۰۱، مراسم چهلم سپهر اسماعیلی با آزاد کردن نمادین پرندهٔ سفید و سردادن شعارهای اعتراضی برگزار شد.[۱۷][۱۸]
- ۲۱ بهمن ۱۴۰۱، ویدئویی در فضای مجازی منتشر شد که نشان می‌داد تابلویی با عنوان «کوچه شهید راه آزادی سپهر اسماعیلی» در کوچهٔ محل زندگی سپهر اسماعیلی نصب شده‌است.[۱۹]